# Victor Junior Morsing
Victor Patrik Junior Morsing, känd under artistnamnet Victor och Natten, född den 16 juni 1988 i Köping, är en svensk sångare. Morsing skriver på svenska, och beskriver sin musik som popmusik med inslag av rap.
Fadern gick bort när Morsing var liten, och Natten i artistnamnet valdes för att symbolisera fadern så att han kunde bära honom med sig.
Morsing släppte sin första singel, Svartsjuk 2014.
Victor och natten deltog i Melodifestivalen 2016, deltävling två, med bidraget "100%". Det var hans debut i melodifestivalsammanhang. Han slutade på sjätte plats i deltävlingen och gick således inte vidare.

## Diskografi
Singlar
- 2014 – "Svartsjuk"
- 2014 – "Svin på rutin"
- 2014 – "Normal"
- 2015 – "Följ med mig hem"
- 2016 – "100% (Melodifestivalen 2016)"
- 2016 – "Vi var unga"
- 2020 - ”Pappa”